# Rio dei Giardinetti
Le rio della (ou de la) Zecca ou dei Giardinetti (canal des Jardins)  ou de la Luna est un canal de Venise dans le sestiere de San Marco.

## Toponymie
- La zecca indique l'hôtel des monnaies vénitienne.
- La Luna indique le couvent des templiers proche, qui fut converti au XIVe siècle en une hôtellerie sous l'enseigne della Luna.
- Les Giardini Reali (jardins royaux) ou Giardinetti sont entièrement contournés par ce canal.

## Description
Le rio della Zecca a une longueur d'environ 225 mètres. Il part du Grand Canal vers le nord, bifurque ensuite vers l'est et se termine finalement vers le sud dans le même Grand Canal.
Ce rio passe derrière la Zecca, le Musée Archéologique et les Procuratie Nuove (it) ;

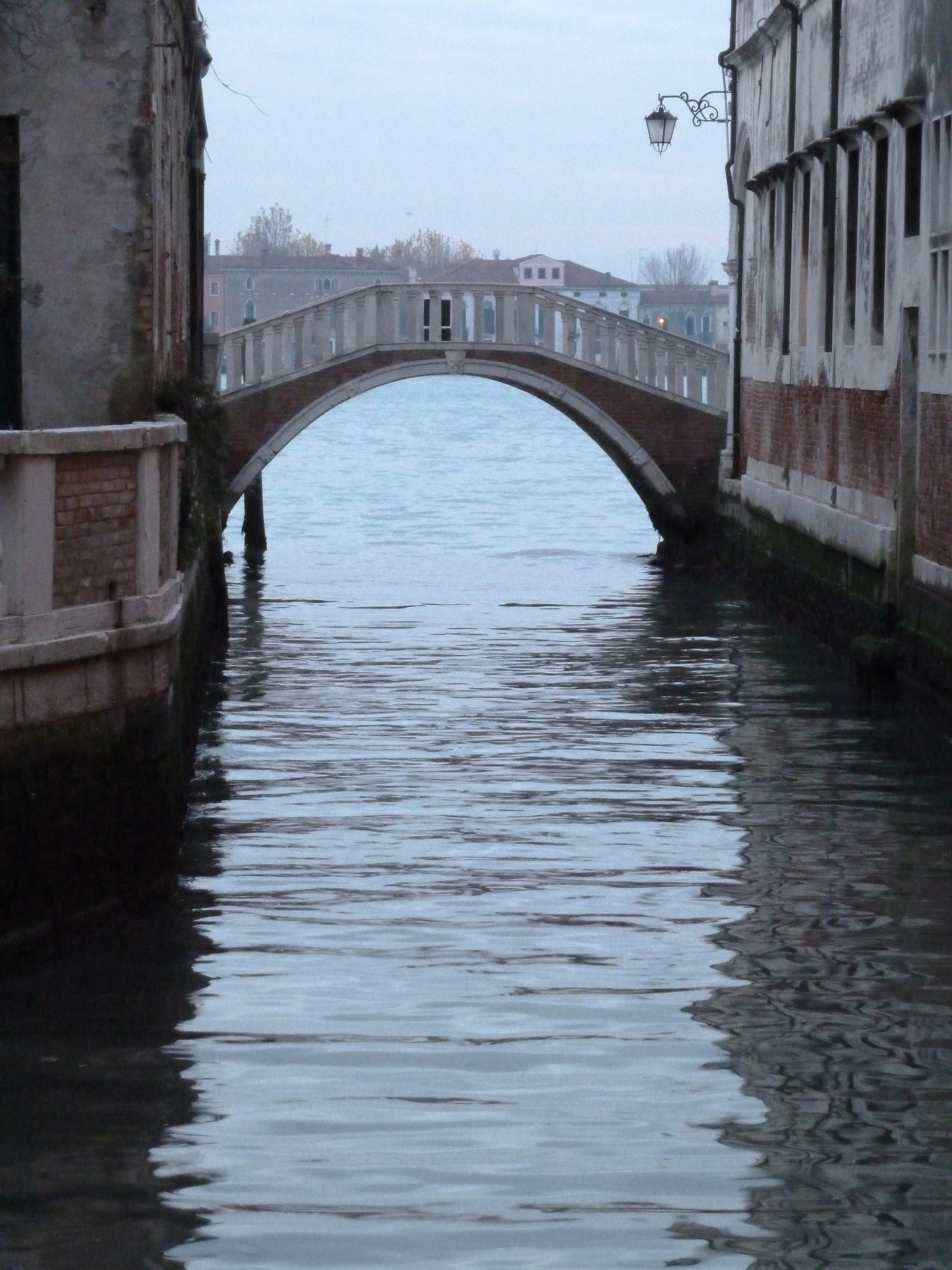
Ponte de l'Academia dei Pittori entre Fondamenta dei Giardini et Fondamenta Sansovino
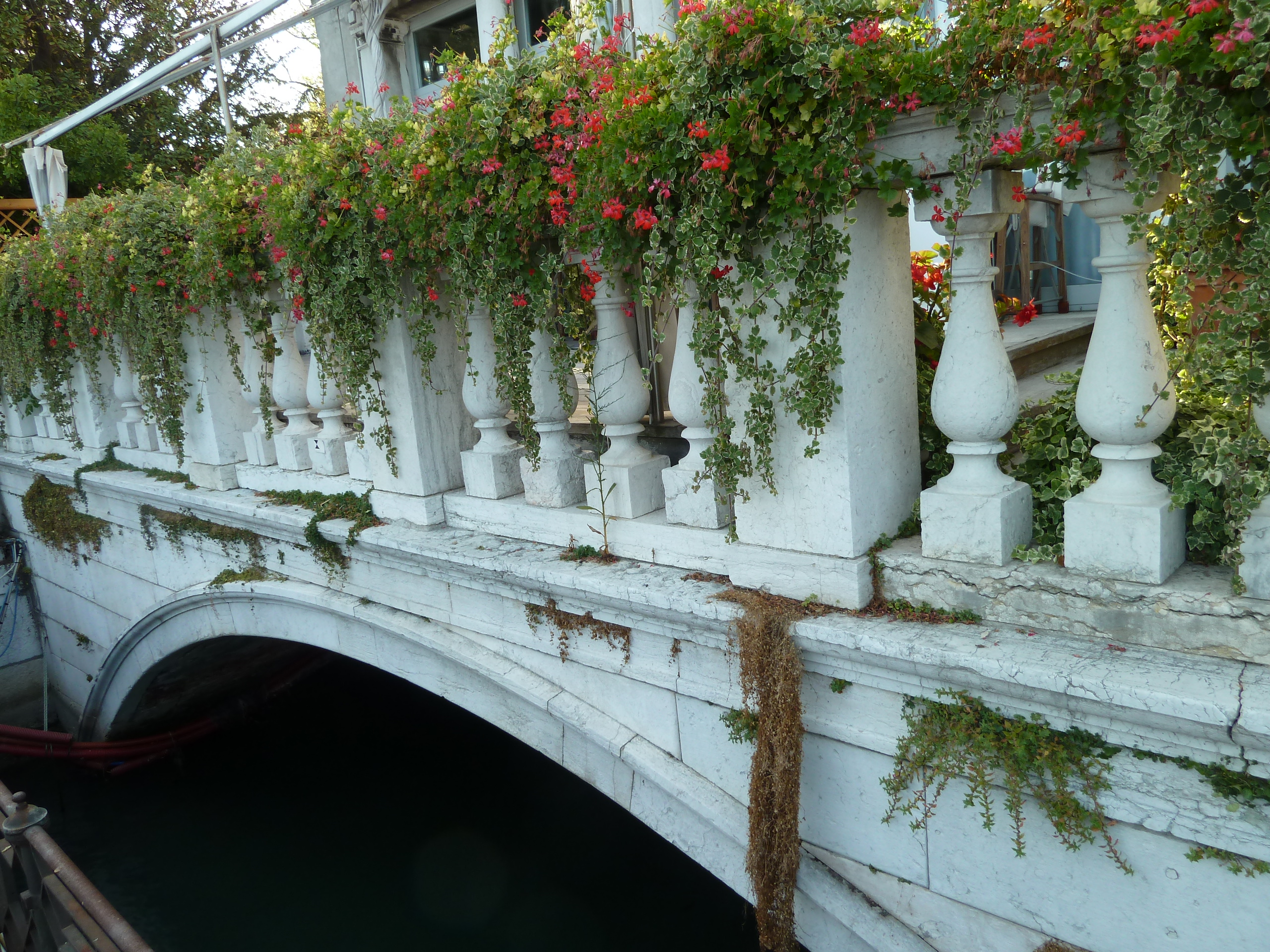
Le pont de la Compagnia della Vela est l'autre pont, non utilisé
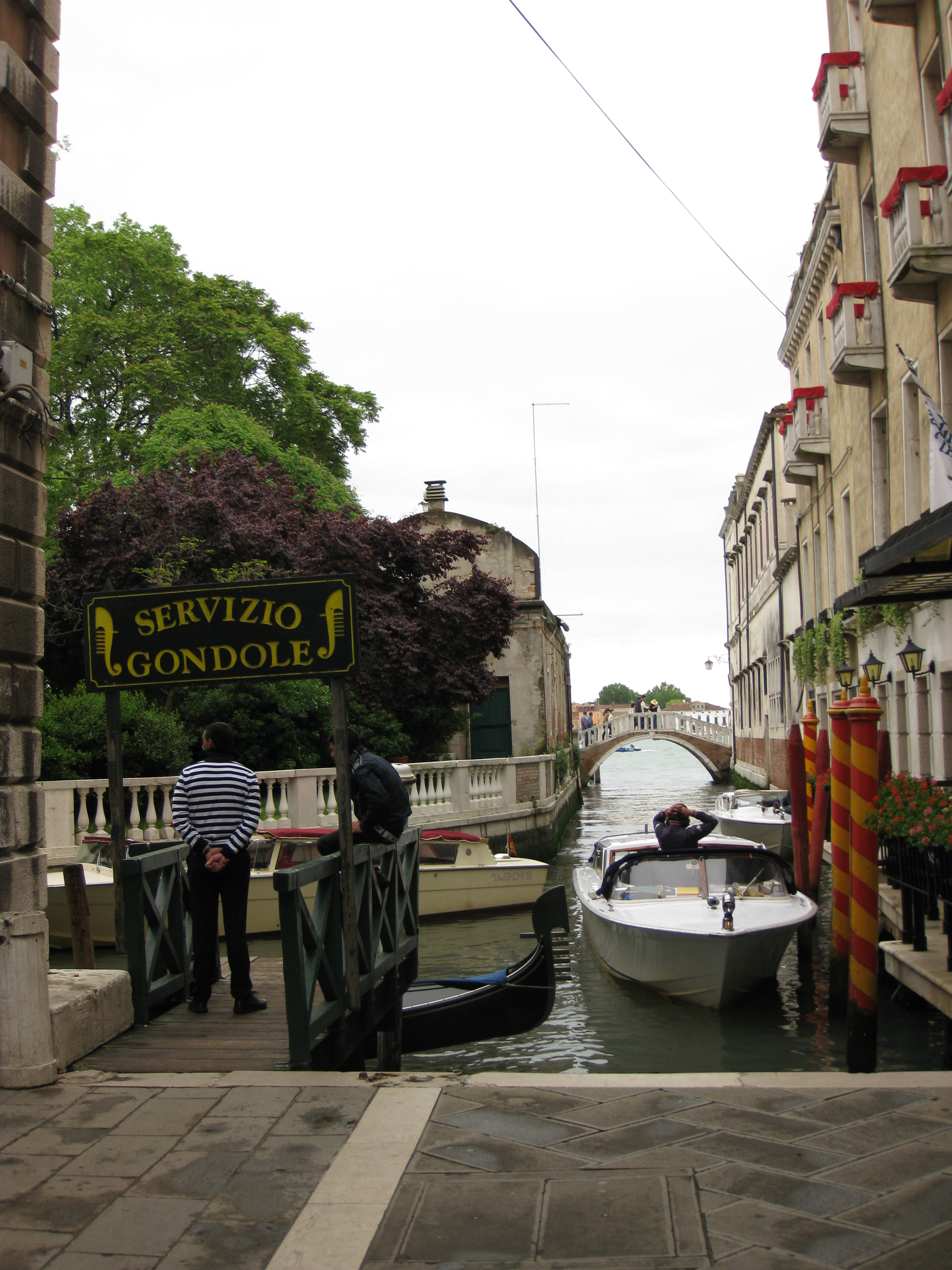
Service de gondoles au bout de la Calle dell'Ascensione
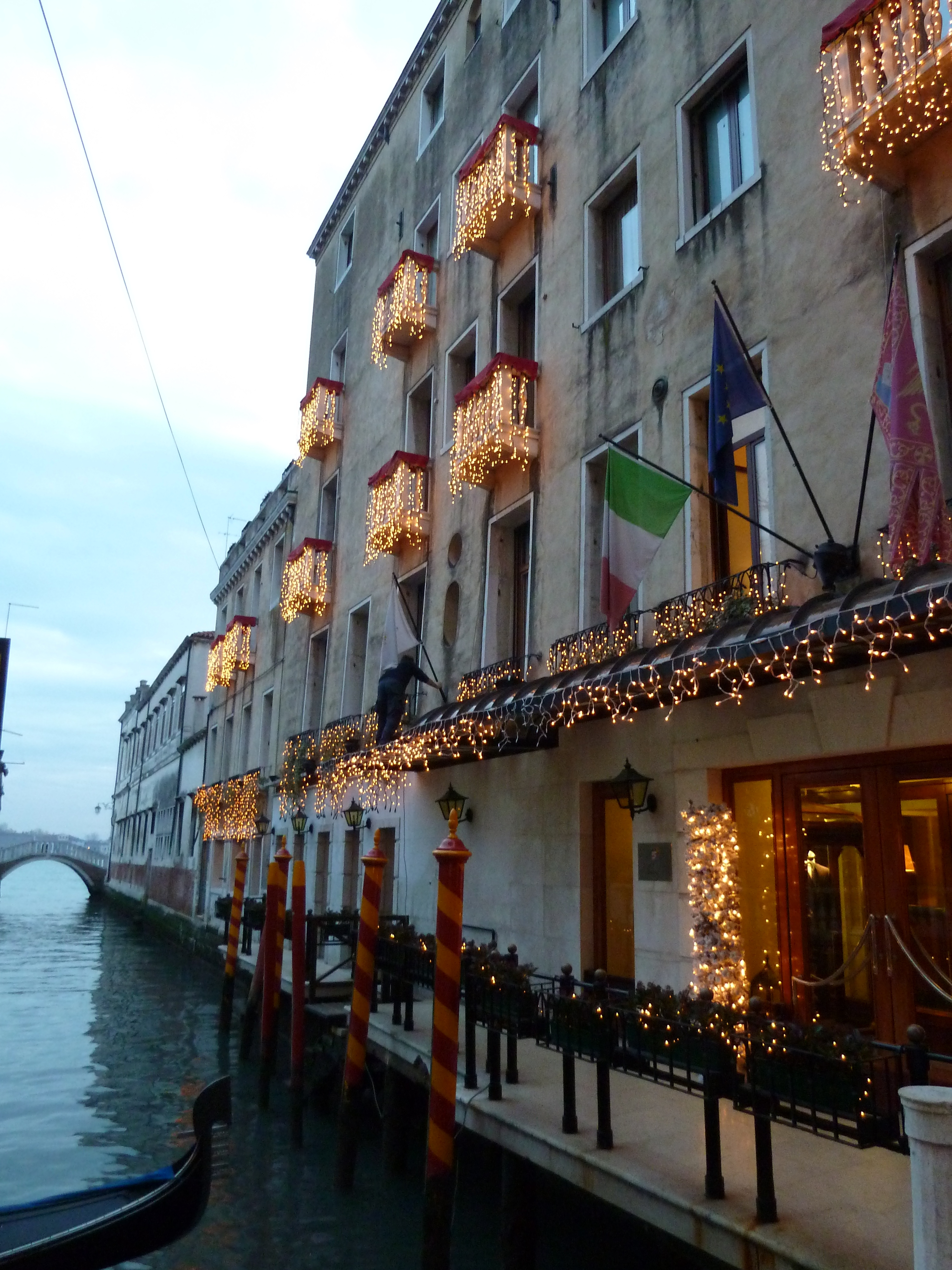
L'Hôtel Luna Baglioni, tenant du nom d'origine du rio